# Isthmohyla graceae
Isthmohyla graceae, in het Engels wel aangeduid als Continental Divide-boomkikker, is een kikker uit de familie boomkikkers (Hylidae).

## Naamgeving
De soort werd voor het eerst wetenschappelijk beschreven door Charles William Myers en William Edward Duellman in 1982. Oorspronkelijk werd de wetenschappelijke naam Hyla graceae gebruikt. De soortaanduiding graceae is een eerbetoon aan Grace M. Tilger, verbonden aan het American Museum of Natural History.

## Verspreiding en bedreigingen
Isthmohyla graceae komt voor in Midden-Amerika en wordt met uitsterven bedreigd, onder meer door de kikker-ziekte chytridiomycose. Isthmohyla graceae is momenteel door de IUCN als kritiek geclassificeerd.

## Habitat
Bosgebieden tussen de 1120 en 1650 meter boven zeeniveau aan de Pacifische zijde van de Cordillera de Talamanca en in de westelijke delen van de Serranía de Tabasará in Panama vormden het leefgebied van deze soort, onder meer in de beschermde gebieden Internationaal park La Amistad, Nationaal park Santa Fe en Reserva Forestal La Fortuna. Sinds het einde van de jaren negentig waren er jarenlang geen bekende populaties meer. In 2010 werd de kikker werd herontdekt bij Cerro Sagui in de regio Ngöbe-Buglé. In volgende jaren werden in deze regio nieuwe subpopulaties gevonden nabij Ratón in 2013 en bij Llano Tugrí in 2017. Uit Costa Rica zijn geen waarnemingen bekend, maar deze boomkikker is of was daar mogelijk wel aanwezig.